# Пановка (Полтавская область)
Пановка (укр. Панівка) — село,
Недогарковский сельский совет,
Кременчугский район,
Полтавская область,
Украина.
Код КОАТУУ — 5322482803. Население по переписи 2001 года составляло 39 человек.

## Географическое положение
Село Пановка примыкает к селу Ракитно-Доновка.

## История
Пановка выделилась из Доновки после Войны